# Kategoria e Parë 1936
La Kategoria e Parë 1936 fu la sesta edizione della massima serie del campionato albanese di calcio disputato tra il 5 aprile e il 12 giugno 1936 e concluso con la vittoria del Tirana, al suo quinto titolo.
Capocannoniere del torneo fu Riza Lushta (Tirana) con 11 reti.

## Formula
Dopo la pausa della stagione precedente il campionato riprese con 8 squadre partecipanti che si affrontarono in un turno di andata e ritorno per un totale di 14 partite.
Anche in questa stagione non furono previste retrocessioni.
Il KS Teuta cambiò nome in Durrësi, il Sportklub Vlorë diventò Ismail Qemali Vlorë e il Bashkimi Shkodran si chiamò KS Vllaznia Shkodër.

## Squadre
| Squadra             | Città    | Stadio | Stagione 1934      |
| ------------------- | -------- | ------ | ------------------ |
| KS Vllaznia Shkodër | Scutari  |        | 3°                 |
| SK Kavaja           | Kavajë   |        | 5°                 |
| KS Skënderbeu       | Coriza   |        | 2°                 |
| Durrësi             | Durazzo  |        | 4°                 |
| Tirana              | Tirana   |        | Campione d'Albania |
| Bashkimi Elbasanas  | Elbasan  |        | 6°                 |
| Ismail Qemali Vlorë | Valona   |        | 7°                 |
| Dragoj Pogradec     | Pogradec |        | Kategoria e Dytë   |

## Classifica
|                    | Pos. | Squadra             | Pt | G  | V  | N | P | GF | GS | DR  |
| ------------------ | ---- | ------------------- | -- | -- | -- | - | - | -- | -- | --- |
| Albania (bandiera) | 1.   | SK Tirana           | 25 | 14 | 11 | 3 | 0 | 50 | 8  | +42 |
|                    | 2.   | KS Vllaznia Shkodër | 23 | 14 | 10 | 3 | 1 | 27 | 12 | +15 |
|                    | 3.   | KS Skënderbeu Korçë | 14 | 14 | 5  | 4 | 5 | 20 | 18 | +2  |
|                    | 4.   | KS Besa Kavajë      | 13 | 14 | 4  | 5 | 5 | 21 | 22 | -1  |
|                    | 5.   | Durrësi             | 11 | 14 | 3  | 5 | 6 | 14 | 19 | -5  |
|                    | 6.   | Dragoj Pogradec     | 9  | 14 | 4  | 1 | 9 | 11 | 31 | -20 |
|                    | 7.   | Ismail Qemali Vlorë | 9  | 14 | 3  | 3 | 8 | 14 | 35 | −21 |
|                    | 8.   | Bashkimi Elbasanas  | 8  | 14 | 3  | 2 | 9 | 12 | 24 | -12 |

Legenda:

      Campione d'Albania
Note:

Due punti a vittoria, uno a pareggio, zero a sconfitta.

### Verdetti
- Campione: Tirana